# Satulung
Satulung es una comuna ubicada en el distrito de Maramureș, Rumania.

## Superficie
Cuenta con una superficie de 68,50 kilómetros cuadrados.

## Demografía
Hasta 2021 la población era de 6376 habitantes, con una densidad de población de 93,08 habitantes por kilómetro cuadrado.
| Gráfica de evolución demográfica de Satulung entre 1992 y 2021                       |
|                                                                                      |
| Datos según City Population y Population statistics of Eastern Europe & former USSR. |